# Свобода Інтернету
Свобода інтернету — це загальний термін, який охоплює цифрові права, свободу інформації, право на доступ до Інтернету, свободу від цензури в Інтернеті та нейтралітет мережі.

## Як право людини
Серед тих, хто підтримує свободу Інтернету як право людини, є Рада ООН з прав людини, яка оголосила свободу Інтернету правом людини в 2012 році. Ерік Стернер погоджується з кінцевими цілями свободи Інтернету, але вважає, що зосередження на демократії та інших свободах є найкращою стратегією.

## Відносно вільний інтернет
Дж. Голдсміт зазначає розбіжності в основних правах щодо свободи слова, які існують, наприклад, між Європою та Сполученими Штатами, і як це впливає на свободу Інтернету. Крім того, поширення певних видів мовлення, які поширюють неправдиву інформацію та послаблюють довіру до точності вмісту в Інтернеті, залишається темою, яка викликає занепокоєння щодо свободи Інтернету в усіх країнах.

## Відносно невільний інтернет
Деякі країни намагаються заборонити певні сайти та/або слова, які обмежують свободу Інтернету. Китайська Народна Республіка (КНР) має найбільше у світі число користувачів Інтернету та один із найдосконаліших і найагресивніших режимів цензури та контролю в Інтернеті у світі. У 2020 році Freedom House поставив Китай на останнє місце серед 64 країн за свободою Інтернету.